# Bořivoj
Bořivoj ist ein männlicher Vorname.

## Herkunft und Bedeutung
Der tschechische Name ist slawischen Ursprungs. Die Bedeutung wird als (der) Kämpfer oder Krieger angenommen. (Ableitung: bořit (Verb) = abreißen, stürzen, schleifen, voj = bewaffnete Truppe.) Neben der Hauptform sind auch die kürzeren Varianten Bořek und Bořík geläufig. Der Name ist auch in anderen slawischen Sprachen bei anderen Schreibweisen anzutreffen.

## Namenstag
Nach dem tschechischen Kalender wird der Namenstag am 30. Juli gefeiert.

## Bekannte Namensträger
- Bořivoj I. († 888/889), erster nachgewiesener Přemyslide im 9. Jahrhundert
- Bořivoj II. (um 1064–1124), böhmischer Herzog im 12. Jahrhundert
- Boriwo de Tarant (erwähnt 1216–42), als Vasall der Markgrafen von Meißen, Verwalter der Burg Tharandt im 13. Jahrhundert, Gründer von Pohrsdorf und der Burg Pohrsdorf
- Bořivoj von Prag, tschechischer Philosoph im 15. Jahrhundert
- Borivoje Vukov (1929–2010), ehemaliger jugoslawischer Ringer